# Новокаменка (Одеска област)
Новокаменка (на украински: Новокам'янка) е село в южна Украйна, в състава на селски съвет Ташбунар в Измаилски район на Одеска област. Населението му според преброяването през 2001 г. е 116 души.

## Население

### Езици
Численост и дял на населението по роден език, според преброяването на населението през 2001 г.:
| Роден език | Численост | Дял (в %) |
| Общо       | 116       | 100.00    |
| Български  | 90        | 77.58     |
| Руски      | 13        | 11.20     |
| Украински  | 4         | 3.44      |
| Молдовски  | 3         | 2.58      |
| Гагаузки   | 1         | 0.86      |
| Други      | 5         | 4.31      |